# スクリーン (バスケットボール)

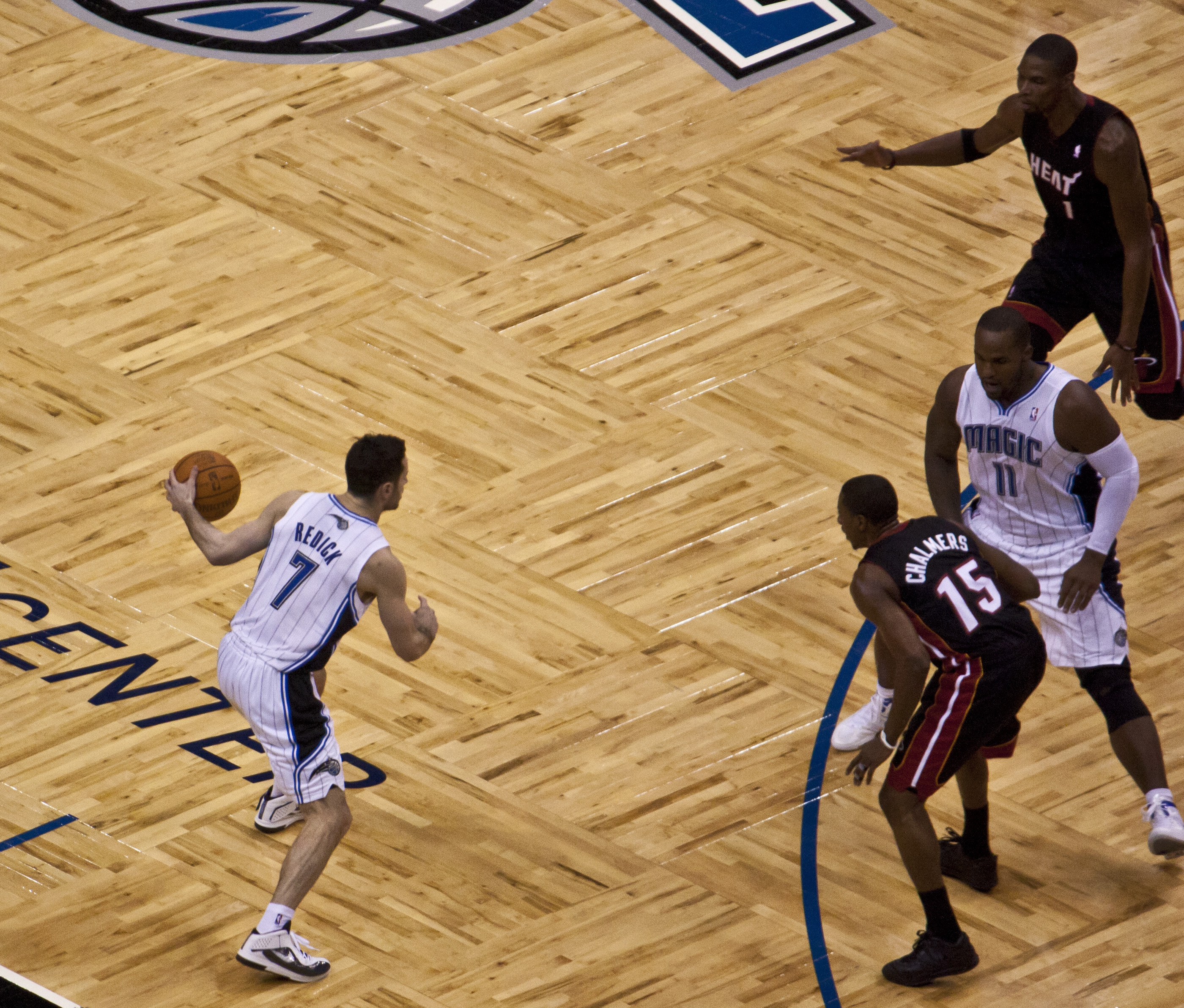
スクリーンをセットするグレン・デービス（１１）

バスケットボールにおいてスクリーン (Screen) とは、相手プレーヤーと過度の接触を起こすことなく、相手プレーヤーの希望する場所への動きを、遅らせたり、範囲を制限するプレーである。オフェンスの際に主に使われ、味方のプレーヤにマッチアップしているディフェンダーの動きを、自らが場所を占有して、遅らせたり、範囲を制限し、味方プレーヤが移動したい場所への動きを助けるプレーである。ディフェンスの際も、味方がディフェンスしている相手選手の動こうとする範囲を制限する助けをするためにセットすることがある。スクリーンをセットする選手をスクリーナーと呼ぶ。ボールポゼッションのあるプレーヤもスクリーナーになり得、そのスクリーンを使って味方がディフェンダー遅らせ、その後スクリーナーからパスを受ける事もできる。ピック＆ロールの、ピックとはスクリーンのことである。

## 定義
スクリーンとは、過度の接触を起こすことなく、相手のプレーヤーの希望する場所への動きを、遅らせたり、制限する正当なプレーである。

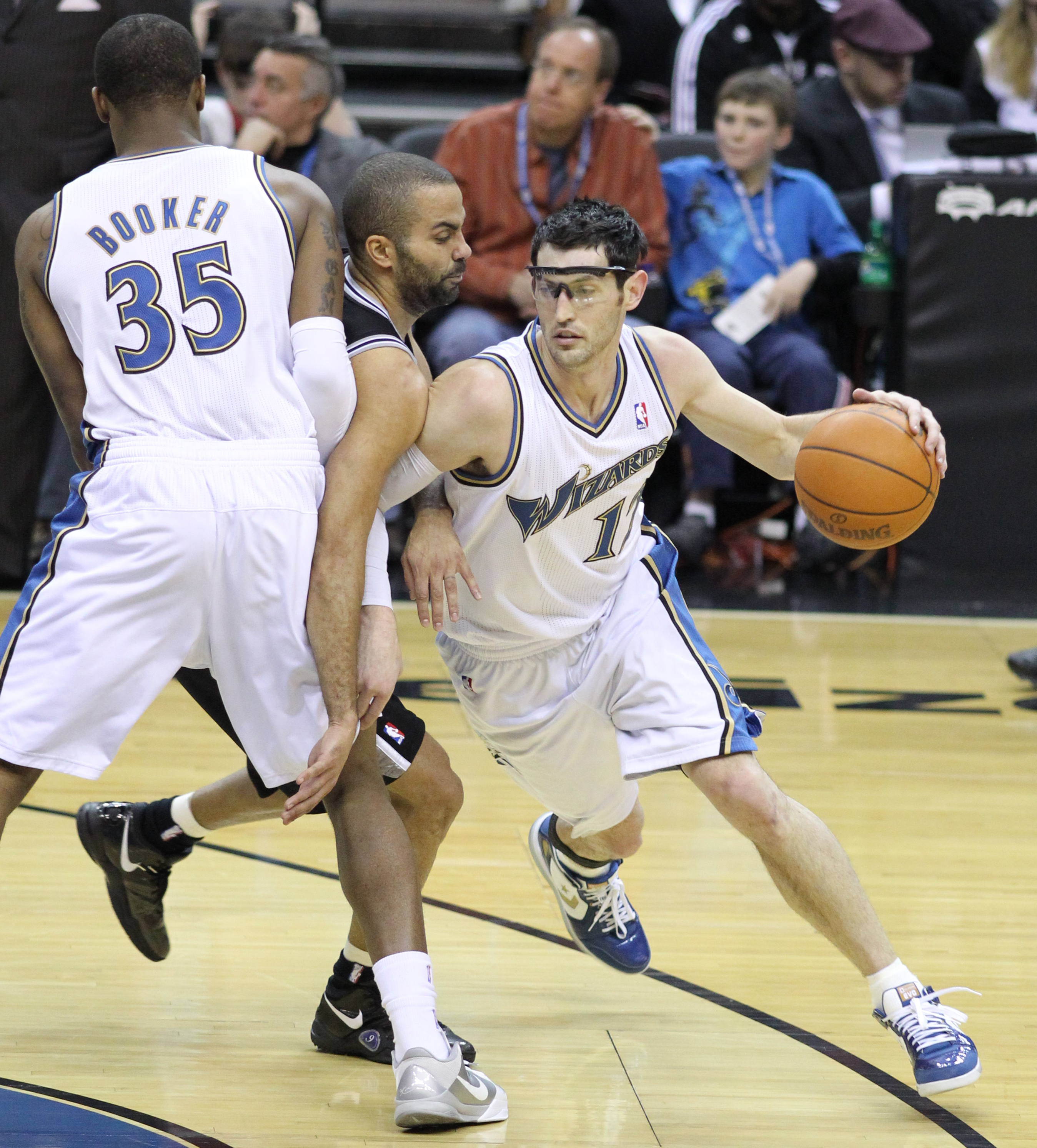
カーク・ハインリック(白#12)のためにトニー・パーカー(黒)にスクリーンをセットするトレバー・ブッカー(白#35)

### スクリーンのセット位置
静止してスクリーナーが見えない相手プレーヤーへ、通常の1ステップより近づいた位置にセットしてはならない。
相手の横あるいは前方へセットする際は、不当な接触をしてはならない。動いている相手プレーヤー対しては、相手が、止まったり、方向を変えたり、進行を遅らせなければ、不正な接触が生しる程度の距離でセットしてはならない。セットする相手のスピードによりスクリーナーが静止する位置が決まり、相手から1～2ステップ間で変化する。

### スクリーナーの動き
スクリーナーは、スクリーンをセットしている相手と同方向へ動く事は許される。

## スクリーンに関する反則
- イリーガルスクリーン
  - スクリーンをセットする相手に対して、規定の距離を空けなかった。
  - スクリーンをセットした後、移動したり体を寄せたり手を使いディフェンダーの動きを妨害した。（ムービング・スクリーン）
  - スクリーンをセットする際に、バウンダリーラインを踏んだり、越えたりした。（オフェンシブ・スクリーンセット・アウトオブバウンズ）

罰則：上記ヴァイオレーションを起こした地点に最も近いバウンダリラインから、相手チームのスローインとなる。

## 目的、技法による分類
ピック・アンド・ロール
スクリーンをかけた選手が反転してゴールへ向かって走りパスを受けるプレー。
ピック・アンド・ポップ
スクリーンをかけた選手がアウトサイドへ向かいパスを受けジャンプ・ショットを放つプレー。
バックドア
ディフェンスプレイヤーの背後に背を向けてつき、ディフェンダーの動きを規制しつつ、フリースペースを作り、そこでパスを受けるプレー。
スクリーンアウト
相手チームのプレーヤが、リング近傍のリバウンドの好位置に入れなくするプレー。

## 関連するプレー
ボックスアウト
リバウンドに入る選手が、リバウンド好位置を保つために、体を使ってブロックし、相手チームのプレーヤを押し出し、リング近傍のリバウンドの好位置に入れなくするプレー。スクリーンアウトプレー。
ポストプレー
味方プレイヤーが相手コートの制限区域付近で行うプレー。センターなど背の高い選手が行うことが多い。スクリーンとして利用される場合もある。
例えば、ポストプレーヤーにボールをパスし、そのプレーヤーが、自分とマッチしているディフェンダーに対しスクリーナーとなるように位置を移動しつつ、ボールを受け取る事によって、よりフリーな状況へ持ち込むプレーがある。
ローポスト
ゴールに近いポスト（位置）
ミドルポスト
ローポストとハイポストの中間
ハイポスト
ゴールに遠いポスト（フリースローライン付近）

## 技術的特徴
スクリーンを行う際には、相手との不意の接触による怪我を防ぐために、体を守る姿勢、行動が必要である。

## スクリーンプレーの名手
- NBAプレーヤーでは、スクリーンプレイを得意とする選手がおり、スクリーナー側では、ティム・ダンカン、スクリーンを使いこなす選手ではスティーブ・ナッシュ等が有名である。

## 練習法
スクリーンの練習法としてはフォーメーションに基づいたセットプレーの練習になる。